# Santa Maria Capua Vetere
Santa Maria Capua Vetere és un municipi italià, situat a la regió de Campània i a la província de Caserta. L'any 2003 tenia 30.842 habitants.

## Fills famosos
- Domenico Caputo (1893-1974), fou un músic intèrpret de trompa.